# チェワ語
チェワ語（チェワご、チェワ語: Chicheŵa）は、バントゥー語群に属する言語である。マラウイの国語（公用語は英語）で、マラウイ中南部を中心に、モザンビーク（テテ州など）やザンビア（東部州やルサカを中心に）で話されている。マラウイの北部では、公用語であることからチェワ語も通じるが、トゥンブカ語がよく使われている。

## 名称について
ニャンジャ語（Nyanja, Chinyanja）と言われることもある（別の言語として扱われることもあるようである）。
なお、チチェワ（Chichewa）とは「チェワ族の言語」（クラスマーカー "chi" + "chewa"「チェワ族」）という意味があるため、「チチェワ語」や「チニャンジャ語」とすると意味が重複する事となり、厳密には誤りである。

## 方言
- Peta (nya-pet)
- Ngoni (nya-ngo)
- Manganja (nya-man)
- Nyasa (nya-nys)
- Nyanja (nya-nya)
- Chewa (nya-che)
- Kunda (nya-kun)

## 音韻論

### 母音
母音は[a], [ɛ], [i], [o/ɔ], [u]の五種類である。

### 子音
lとrは区別されず、いずれも[ɽ]で発音される。